# Jakub Gierowski
Jakub Gierowski ukr. Яків Геровський (ur. 24 października 1794 w Nowym Jażowie zm. 5 września 1850 we Lwowie) –  ksiądz greckokatolicki, profesor, doktor teologii, rektor Uniwersytetu Lwowskiego w latach 1841-1842.
Studia filozoficzno-teologiczne odbył we Lwowie. W 1817 w Križevci przyjął święcenia kapłańskie w obrządku greko-katolickim. Po roku powrócił do Lwowa kończąc studia z teologii. W latach 1820–1822 wykładał nauki biblijne i dogmatykę w nowo utworzonym seminarium duchownym w Szybeniku.
W 1822 wyjechał do Wiednia studiować dogmatykę. W 1826 został zatrudniony jako wykładowca na Uniwersytecie Lwowskim. W 1836 uzyskał doktorat z teologii W latach 1837, 1841 i 1845 był dziekanem Wydziału Teologicznego a 1841 wybrano go rektorem Uniwersytetu Lwowskiego. W 1846 został radcą konsystorza unickiego we Lwowie.